# Месяцослов

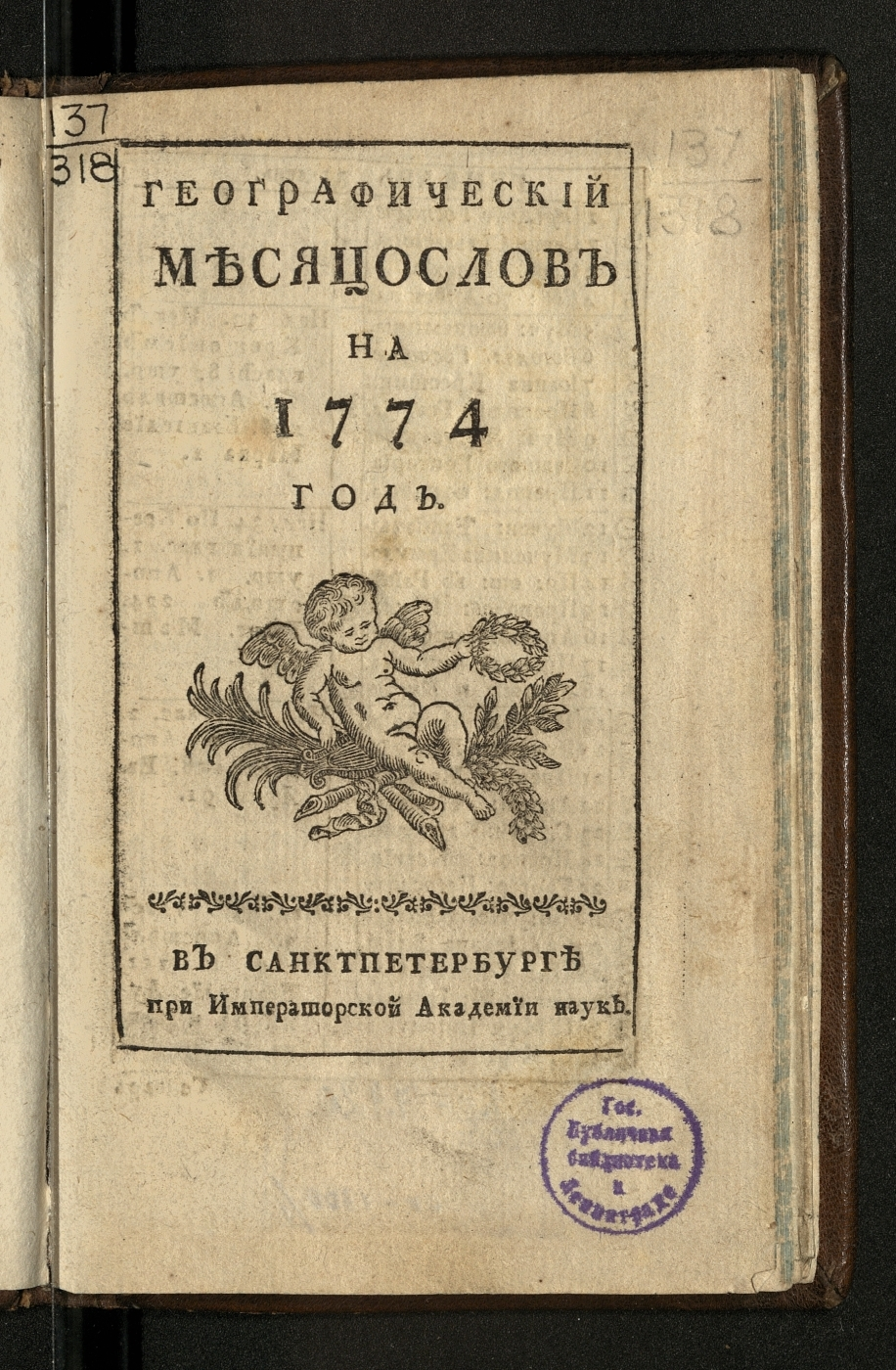
Месяцослов на 1774 год.

Месяцослов — нецерковный календарь, появившийся в России в 1702 году и издававшийся ежегодно с 1708 года. Не путать с православным месяцесловом. Представлял собой книгу состоящую из 2-х частей. 1-я часть — непосредственно сам календарь. 2-я часть — страницы с описанием солнечных и лунных затмений на предстоящий год и разного рода статьи в зависимости от тематики данного месяцослова.

## Часть 1-я

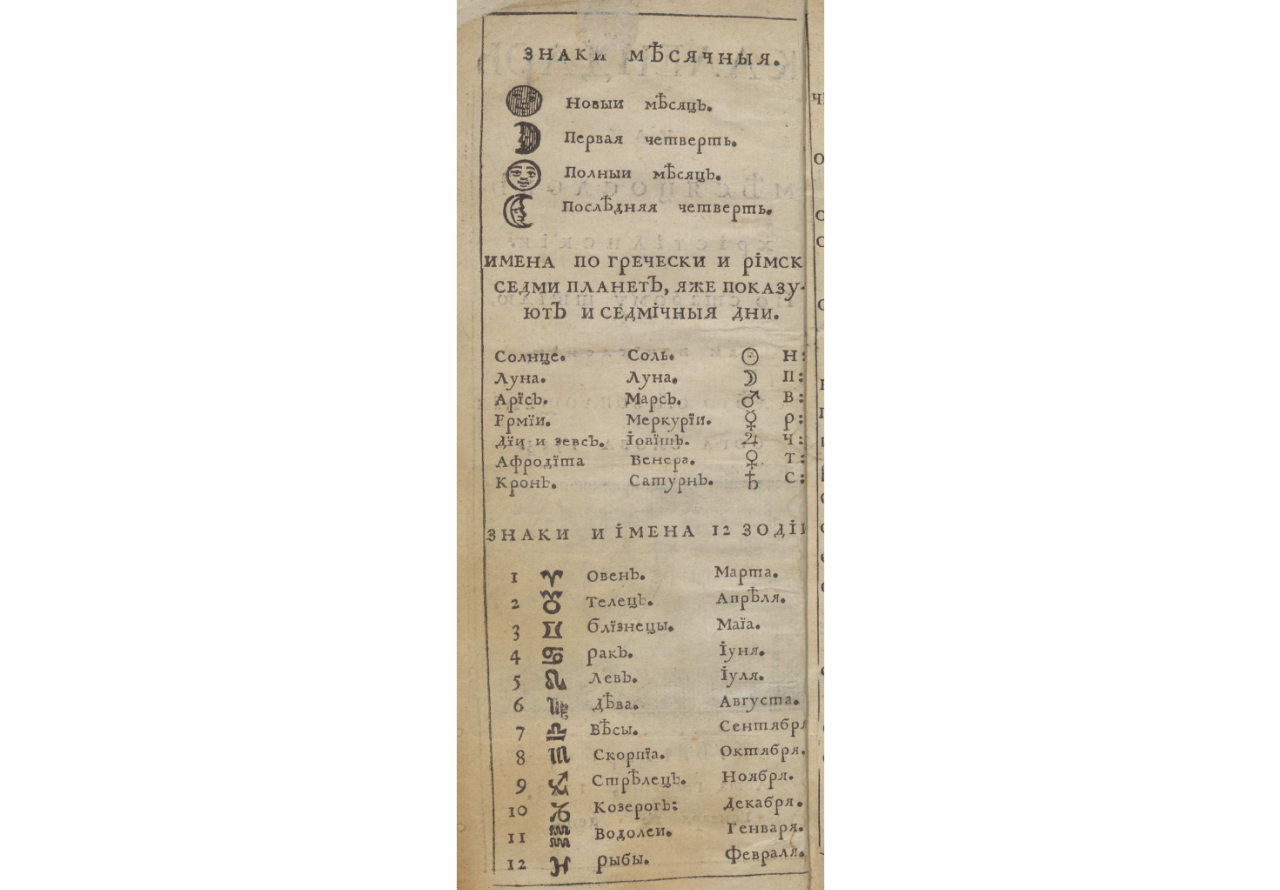
Месяцослов на 1713, знаки.

В начале XVIII века дни недели имели иной порядок и обозначались знаками планет, Луны и Солнца: (Н) неделя, (П) понедельник, (В) вторник, (Р) среда, (Ч) четверток, (Т) пяток, (С) суббота. Полные названия дней недели преведены из месяцослова за 1719 год.
Воскресенья тогда не было.
Согласно месяцословам Санкт-Петербурга за 1733 и 1734 года день «неделя» стал называться «воскресенье» на рубеже этих годов.
В отдельном столбце на определённые дни знаками проставлялись фазы Луны.

## Часть 2-я
Месяцословы были разные по тематике. В них печаталось довольно много статей по истории, географии, медицине и др. Были и особенные месяцословы.